# Malaui en los Juegos Olímpicos de Río de Janeiro 2016
Malaui participó en los Juegos Olímpicos de Río de Janeiro 2016 con un total de cinco deportistas, que compitieron en tres deportes. El atleta Kefasi Chitsala fue el abanderado en la ceremonia de apertura.

## Participantes
Atletismo
- Kefasi Chitsala (500 metros masculinos)[2]
- Tereza Master (maratón femenino)[2]

Natación
- Brave Lifa (50 metros estilo libre masculinos)[2]
- Zahra Pinto (50 metros estilo libre femeninos)[2]

Tiro con arco
- Areneo David (individual masculino)[2]